# Kunstprojekt Salzburg
Das Kunstprojekt Salzburg ist eine Serie von Kunstprojekten namhafter Künstler im öffentlichen Raum der Stadt Salzburg. Diese Objekte entstanden zwischen 2002 und 2011.

## Allgemeines
Zwischen 2002 und 2011 lud die Salzburg Foundation jedes Jahr einen, bzw. 2011 drei international renommierten Künstler ein, Salzburg einen Besuch abzustatten, sich intensiv mit ihr auseinanderzusetzen und im öffentlichen Raum ein Kunstwerk zu hinterlassen. Der Stiftung ist es ein Anliegen, die kulturelle Tradition Salzburgs durch zeitgenössische Kunst zu erweitern und der Öffentlichkeit Formen moderner Kunst zu präsentieren.
Die Auswahl der Künstler erfolgt durch ein internationales, unabhängiges Expertenteam unter der künstlerischen Leitung von Walter Smerling, Vorsitzender der Stiftung für Kunst und Kultur e. V. und Direktor des „Museums Küppersmühle für Moderne Kunst“ in Duisburg.
Die Kunstwerke werden zwar der Stadtgemeinde übergeben, wurden jedoch komplett aus privaten Mitteln finanziert. Nach Worten des Salzburger Bürgermeisters Heinz Schaden gibt es jedoch eine Vereinbarung ... schon länger..., nach der die Stadtgemeinde jährlich zwischen 20.000 und 30.000 Euro für Bewachung der Kunstobjekte und Reparaturen bezahlt. 2010 waren es konkret 25.000 Euro. Träger des Projekts ist die Salzburg Foundation gemeinsam mit der Stiftung für Kunst und Kultur e. V. Bonn. Seit 2011 sind die Objekte in Besitz der Würth-Gruppe.

## Die Kunstwerke
| Lage | Kunstwerk                            | Künstler            | Jahr | Beschreibung | Inventarnummer | Bild |
| ---- | ------------------------------------ | ------------------- | ---- | ------------ | -------------- | ---- |
|      | A.E.I.O.U.                           | Anselm Kiefer       | 2002 |              | 15606          |      |
|      | Ziffern im Wald                      | Mario Merz          | 2003 |              | 15607          |      |
|      | Spirit of Mozart                     | Marina Abramović    | 2004 |              | 15608          |      |
|      | Mozart – Eine Hommage                | Markus Lüpertz      | 2005 |              | 15609          |      |
|      | Sky-Space                            | James Turrell       | 2006 |              | 15610          |      |
|      | Sphaera – Kugel mit männlicher Figur | Stephan Balkenhol   | 2007 |              | 15611          |      |
|      | Sphaera – Frau im Fels               | Stephan Balkenhol   | 2007 |              | 15612          |      |
|      | Caldera                              | Tony Cragg          | 2008 |              | 15613          |      |
|      | Vanitas                              | Christian Boltanski | 2009 |              | 15614          |      |
|      | Awilda                               | Jaume Plensa        | 2010 |              | 15615          |      |
|      | Gurken                               | Erwin Wurm          | 2011 |              | 15616          |      |
|      | Connection                           | Manfred Wakolbinger | 2011 |              | 15617          |      |
|      | Beyond Recall                        | Brigitte Kowanz     | 2011 |              | 15618          |      |